# فرانك باك
فرانك باك (بالإنجليزية: Frank E. Buck)‏ (و. 1884 – 1970 م) هو عالم نبات، توفي عن عمر يناهز 86 عاماً.

## التعليم
تعلم في جامعة مكغيل، وجامعة كورنيل، وNew York State College of Agriculture and Life Sciences at Cornell University ‏.

## مناصب وهيئات
أدار جامعة كولومبيا البريطانية.